# Diploplecta communis
Diploplecta communis là một loài nhện trong họ Linyphiidae.
Loài này thuộc chi Diploplecta. Diploplecta communis được Alfred Frank Millidge miêu tả năm 1988.